# گاوین باسیندر
گاوین باسیندر (انگلیسی: Gavin Bassinder؛ زادهٔ ۲۴ نوامبر ۱۹۷۹) بازیکن فوتبال است.
از باشگاه‌هایی که در آن بازی کرده‌است می‌توان به باشگاه فوتبال منزفیلد تاون اشاره کرد.